# کلاینفورا
کلاینفورا (به آلمانی: Kleinfurra) یک شهر در آلمان است که در Nordhausen واقع شده‌است. کلاینفورا ۱٬۲۲۰ نفر جمعیت دارد.